# Storfjorden
Storfjorden ali Storfjord je 110 kilometrov dolg fjord v regiji Sunnmøre v administrativni regiji Møre og Romsdal na Norveškem. Razteza se od vasi Hareid na zahodu do vasi Tafjord in Geiranger na vzhodu. Sistem Storfjorden se razcepi na več manjših fjordov, vključno s slavnima Geirangerfjord in Tafjorden. Pri vasi Stranda se glavni fjord odcepi v Sunnylvsfjorden-Geirangerfjorden na zahodu in Norddalsfjorden-Tafjorden na vzhodu.
Ime dobesedno pomeni 'velik' ali 'velik fjord', kar nakazuje, da je to dolg fjord in da je pravzaprav glavni fjord v tej regiji. Storfjord je 5. najdaljši fjord na Norveškem. Storfjord je prevladujoča topografska značilnost v regiji Sunnmøre, saj regijo deli na dva dela, ki sta povezana samo s trajektom. Najgloblja točka v fjordu je 679 metrov blizu vasi Dyrkorn v občini Stordal.
Pokrajina okoli Storfjordna je tipična za zahodno Norveško. Ustje fjorda je obdano z otoki z gorami, ki segajo od 500 do 800 metrov nad morsko gladino. Bolj proti vzhodu so višje gore. Pri vaseh Tafjord in Geiranger se gore povzpnejo na približno 1500 do 1800 metrov nadmorske višine. Večina Storfjordna ima značilne strme ali zelo strme obale, ki jih prekinja več blagih dolin, ki se raztezajo do 30 kilometrov  v zaledje. Na ta način je sistem Storfjorden, skupaj s sistemi fjordov Nordfjorden, Sognefjorden in Hardangerfjorden, glavni primer tipičnih fjordov zahodne obale, ki jih obiskovalci zelo hvalijo.
Na strmih obalah fjorda je več zgodovinskih gorskih kmetij, kot so Ytste Skotet v Stordalu ter Me-Åkernes, Skageflå in Knivsflå v Strandi.

## Opis
Fjord teče med polotokoma Kvitneset v Hareidlandetu in Eltraneset na otoku Sula. Zunanji del, pravzaprav preliv med obema otokoma Sula in Hareidland, se imenuje tudi Sulafjord. Južno od Hareidlanda se z jugozahoda odpira Vartdalsfjord, ki ločuje ta otok od celine kot povezava z Voldafjordom.
Južno od otoka Sula Storfjord zavije v notranjost, vzhodno do Sjøholta, nato proti jugu. Severno obalo prvega odseka poleg otoka Sula sestavljata še otok Oksenøya. Pred in za fjordom so tesne navzkrižne povezave s Heissafjordom in Ellingsøyfjjordom, med katerima leži večina mestnega območja Ålesunda.
Dejanski Storfjord se konča pri Strandi in se razdeli na vzhodno usmerjeni Norddalsfjorden in južni Sunnylvsfjord. Slednji sega proti jugu do Hellesylta. Tri kilometre pred koncem se Geirangerfjord odcepi proti vzhodu kot daljši rokav. Na njenem koncu leži mesto Geiranger. Meje treh regij Møre og Romsdal, Innlandet in Vestland se srečajo 10 km proti jugovzhodu.
Največja globina fjorda je 679 m med Skotetom in Dyrkornom v občini Stordal.

### Stranski fjordi
Od obale do notranjosti:
- Ustje (fjord se izliva v dva druga fjorda)
  - Sulafjorden
  - Vartdalsfjorden
- Zunanji Storfjorden (na tem območju sta dva večja kraka fjorda)
  - Hjørundfjorden (ki se razveja v Norangsfjorden in Storfjorden)
  - Sykkylvsfjorden
- Inner Storfjorden (na tem območju sta dva večja kraka fjorda)
  - Norddalsfjorden (16 kilometrov), ki se izliva v Tafjorden (8 kilometrov)
  - Sunnylvsfjorden (26 kilometrov), ki se izliva v Geirangerfjorden (15 kilometrov)

## Občine in vasi
To je seznam občin in naselij ob fjordu:
- Sula
  - Leirvågen
- Ålesund
  - Vegsundet, Emleim, Valle, Sjøholt
- Sykkylven
  - Aure, Ikornnes
- Stranda
  - Stranda, Liabygda, Geiranger, Hellesylt
- Fjord
  - Stordal, Valldal/Sylte, Eidsdal, Norddal, Tafjord

## Promet
Fjord prečka več trajektov, vendar ni mostov ali predorov. Predlagani most Storfjord bo morda nekega dne prečkal fjord, vendar je trenutno previsok. Tukaj je seznam trajektnih prehodov:
- Hareid-Sulesund od Hareidlandeta v občini Hareid do otoka Sula v Suli čez Sulafjorden

Leirvågen-Festøya-Hundeidvik (3-točkovni trajektni prehod) od Leirvågena na otoku Sula čez Storfjorden do Festøya v Ørsti in nato naprej do Hundeidvika čez Hjørundfjorden v Sykkylvenu
- Leknes-Sæbø čez Hjørundfjorden
- Ørsneset-Magerholm od Ørsneset v Sykkylvenu do Magerholma v Ålesundu, del norveške okrožne ceste 60
- Stranda-Liabygda od vasi Stranda na zahodu do Liabygda na vzhodu, norveška okrožna cesta 650
- Eidsdal-Linge čez Norddalsfjorden, del norveške okrožne ceste 63
- Turistična pot Geiranger-Hellesylt vzdolž Geirangerfjorda deluje samo poleti

Zaradi strmih pobočij ob obalah je gradnja cest zahtevna, cestni prevoz po kopnem pa je pogosto omejen na doline. Na severni obali Storfjordna je neprekinjena mreža cest od Tafjorda do otoka Sula, ki uporabljajo ceste 63, 650, E39, 656, 60 in 61. Na južni obali so le kratki odseki cest vzdolž sam fjord.
Poleti linija Hurtigruten redno obiskuje Storfjorden in Geirangerfjorden.

## Zemeljski plaz in megacunami
Ob 22.00 uri 8. januarja 1731 je zemeljski plaz z ocenjeno prostornino 6.000.000 kubičnih metrov padel z višine 500 metrov na pobočje gore Skafjell v Storfjorden nasproti Stranda. Zdrs je povzročil megacunami, visok 30 metrov, ki je zadel Strando, poplavil območje za 100 metrov v notranjosti in uničil cerkev in vse razen dveh čolnarn ter veliko čolnov. Škodljivi valovi so udarjali vse do Ørskog. Valovi so ubili 17 ljudi. To je bila prva naravna katastrofa na Norveškem, o kateri so poročali in dokumentirali v zgodovinskem času.

## Galerija
- Gore v Sykkylvenu, pogled iz Storfjordna
- Pogled na ladjo za križarjenje na Storfjordnu s strani Stranda
- Trajekt Eidsdal-Linge, notranji del
- Cerkev Sunnylven in vas Hellesylt, pri Sunnylvsfjorden (fotografija približno 1890)
- Geirangerfjord
- Geirangerfjord in Geiranger